# Silley-Bléfond
Silley-Bléfond ist eine französische Gemeinde mit 57 Einwohnern (Stand: 1. Januar 2022) im Département Doubs in der Region Bourgogne-Franche-Comté.

## Geographie
Silley-Bléfond liegt auf 410 m, vier Kilometer südwestlich von Baume-les-Dames und etwa 24 Kilometer ostnordöstlich der Stadt Besançon (Luftlinie). Das Dorf erstreckt sich im Jura, auf dem sogenannten ersten Plateau, einem breiten Becken am Südfuß der Jura-Randkette (Côte) mit dem Mont Dommage.
Die Fläche des 4,34 km² großen Gemeindegebiets umfasst einen Abschnitt des französischen Juras. Der südliche Teil des Gebietes wird vom breiten ersten Juraplateau eingenommen, das durchschnittlich auf 390 m liegt. Es bildet ein weites, teilweise verkarstetes Becken. Im Bereich von Silley ist das Plateau überwiegend von Acker- und Wiesland bestanden. Nach Süden reicht der Gemeindeboden in das schluchtartig eingeschnittene Tälchen des Audeux, an dessen südlichem Hang die Gemeindegrenze verläuft.
Nach Norden erstreckt sich das Gemeindeareal auf den langgezogenen, bewaldeten Höhenrücken der Jura-Randkette (Côte) mit dem Gipfel des Mont Dommage. Dieser Kamm trennt das Plateau vom nördlich angrenzenden, tief eingeschnittenen Doubstal und ist in Richtung Südwest-Nordost orientiert. Auf der Höhe des Mont Dommage wird mit 570 m die höchste Erhebung von Silley-Bléfond erreicht.
Die Doppelgemeinde besteht aus den Ortsteilen Silley (410 m) auf dem Plateau am Fuß des Mont Dommage und Bléfond (370 m) über dem Tal des Audeux. Nachbargemeinden von Silley-Bléfond sind Esnans im Norden, Baume-les-Dames, Pont-les-Moulins und Adam-lès-Passavant im Osten, Saint-Juan im Süden sowie Bretigney-Notre-Dame im Westen.

## Geschichte
Im Jahr 1810 wurde das vorher selbständige Bléfond nach Silley eingemeindet. Zur besseren Unterscheidbarkeit gegenüber dem ebenfalls im Département Doubs gelegenen Silley-Amancey wurde der Gemeindename 1922 offiziell in Silley-Bléfond geändert.

## Sehenswürdigkeiten

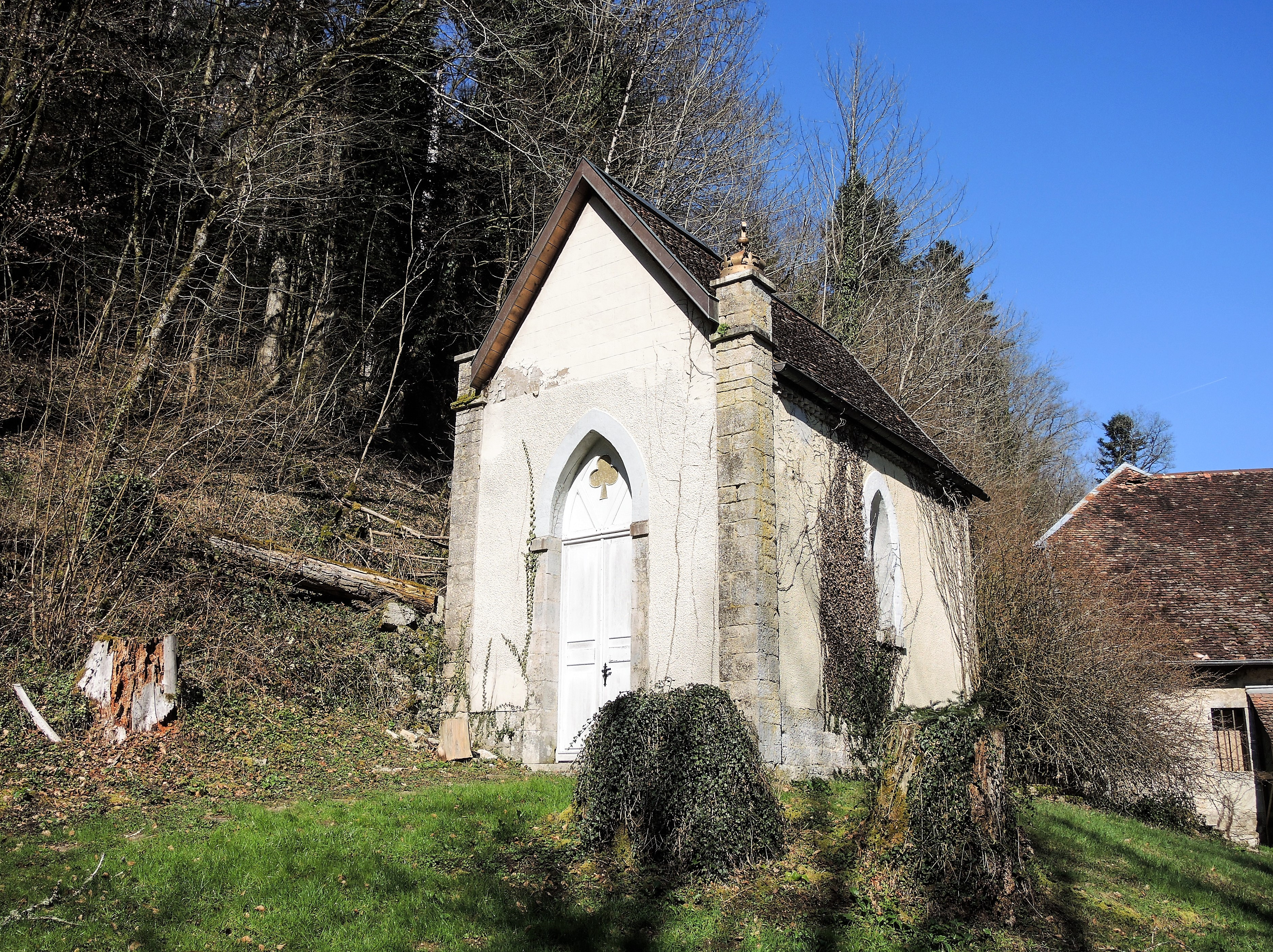
Kapelle in Silley-Bléfond

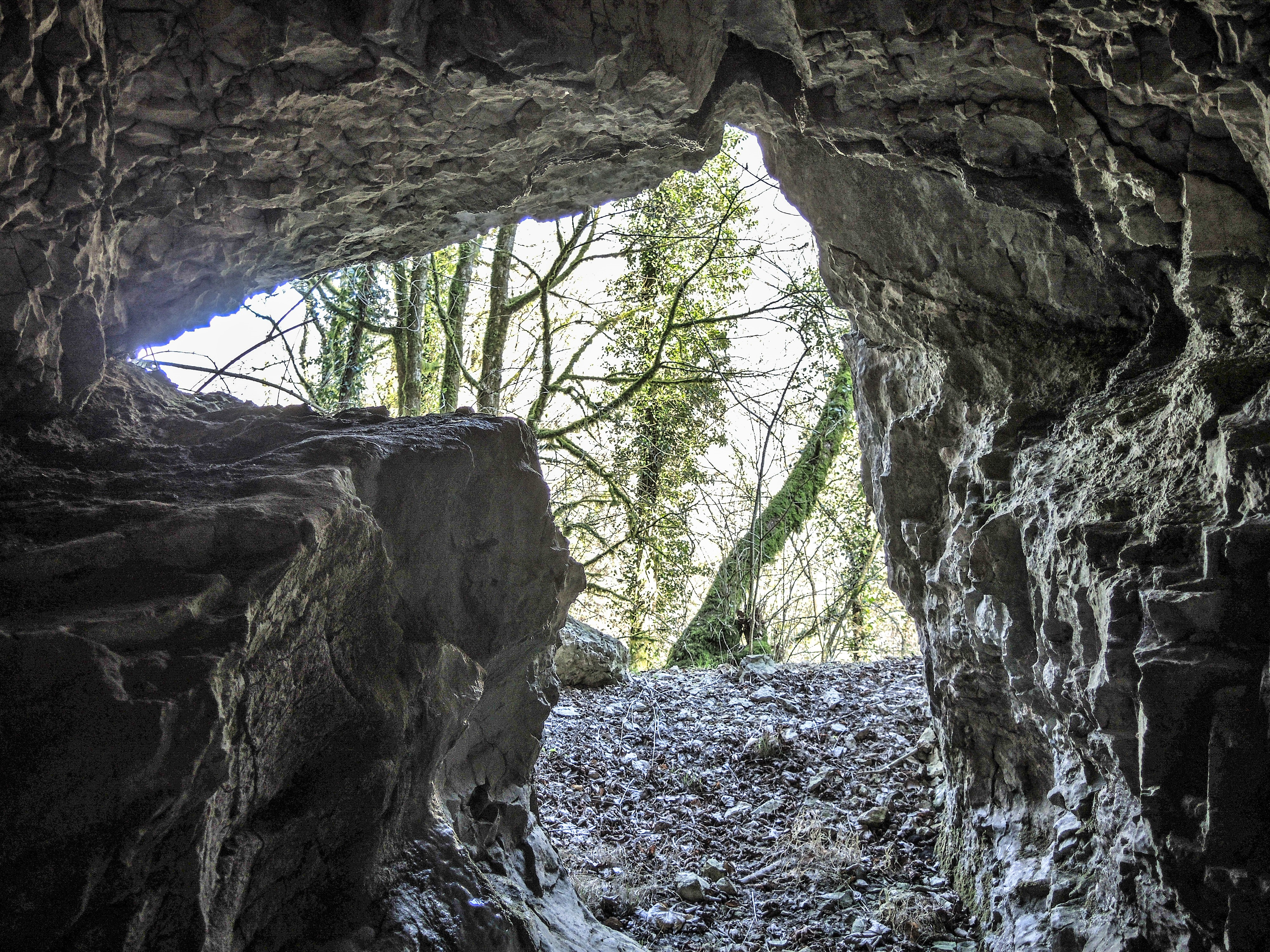
Grotte de Bléfond

Die Kapelle in Bléfond wurde im 19. Jahrhundert erbaut. Von einer mittelalterlichen Burg des 12. Jahrhunderts sind die Fundamente des Bergfrieds und Überreste der Befestigungsmauern erhalten.

## Bevölkerung
| Jahr                       | 1962 | 1968 | 1975 | 1982 | 1990 | 1999 | 2016 |
| Einwohner                  | 59   | 62   | 57   | 57   | 47   | 59   | 53   |
| Quellen: Cassini und INSEE |      |      |      |      |      |      |      |

Mit 57 Einwohnern (Stand 1. Januar 2022) gehört Silley-Bléfond zu den kleinsten Gemeinden des Département Doubs. Nachdem die Einwohnerzahl in der ersten Hälfte des 20. Jahrhunderts markant abgenommen hatte (1886 wurden noch 139 Personen gezählt), wurde seit Beginn der 1990er Jahre wieder ein leichtes Bevölkerungswachstum verzeichnet.

## Wirtschaft und Infrastruktur
Silley-Bléfond war bis weit ins 20. Jahrhundert hinein ein vorwiegend durch die Landwirtschaft (Ackerbau, Obstbau und Viehzucht) und die Forstwirtschaft geprägtes Dorf. Noch heute leben die Bewohner zur Hauptsache von der Tätigkeit im ersten Sektor. Außerhalb des primären Sektors gibt es fast keine Arbeitsplätze im Dorf. Einige Erwerbstätige sind auch Wegpendler, die in den umliegenden größeren Ortschaften ihrer Arbeit nachgehen.
Die Ortschaft liegt abseits der größeren Durchgangsstraßen nahe einer Departementsstraße, die von Baume-les-Dames nach Nancray führt.